# جاك زد. أندرسون
جاك زد. أندرسون هو فلاح وسياسي أمريكي، ولد في 22 مارس 1904 في أوكلاند في الولايات المتحدة، وتوفي في 9 فبراير 1981 في هوليستير في الولايات المتحدة. نشط حزبياً في الحزب الجمهوري. وقد انتخب عضو مجلس النواب الأمريكي ‏ عن دائرة كاليفورنيا (1939 – 1953).